# Dybhav
Dybhavet, eller det dybe hav, er det laveste lag i havet, eksisterende under de første 2 lag i den pelagiske zone, i en dybde af 1.000 favne (1.828 m) eller dybere.